# Phaenocarpa flavipes
Phaenocarpa flavipes är en stekelart som först beskrevs av Alexander Henry Haliday 1838.  Phaenocarpa flavipes ingår i släktet Phaenocarpa och familjen bracksteklar. Inga underarter finns listade i Catalogue of Life.